# Omiodes fullawayi
The Fullaway's Banana Hedyleptan Moth (Omiodes fullawayi) là một loài bướm đêm in the họ Pyralidae. It is đặc hữu to Hawaii.
The larvae feed on Banana.